# Аероби
 Тази статия е за играчката Аероби.  За организма, който живее в среда с наличие на кислород вижте Аероб.  
Аероби, продукт на американската фирма Aerobie, Inc., е уред с форма на пръстен, който се използва подобно на фризбито за игра между двама и повече души. Аеробито е по-леко и по-стабилно от фризбито, в диаметър е около 25-33 cm, ширина на пръстена – около 3 cm, дебелина – едва около 3 mm.
Играчката е проектирана и патентована през 1984 година от станфордския преподавател, инженер Алън Адлър. Сърцевината представлява обръч от поликарбонати, обвита с мека гума, служеща за придаване на стабилност на полета и за предпазване на ръцете при улавяне.
По форма прилича на чакрам – метателно оръжие, използвано от древните индийци.

## Особености на играта
Тъй като се характеризира с много малко челно съпротивление, аеробито може да се хвърля на необичайно големи разстояния и лети по-бързо от обикновените летящи дискове. Когато е добре калибрирано, то може да лети практически по права линия. Подобно на фризбито обаче може да опише и параболична траектория, ако се хвърля под ъгъл. Когато се хвърля по посока на вятъра, аеробито лети по-ниско, и обратно – когато се хвърля срещу вятъра, набира височина.
Поради пръстеновидната си форма, аеробито може да се улавя по различни начини, неприложими при игра на фризби, като се нанизва на едната или двете ръце, на врата (при високи хвърляния) и дори на краката. Може да се играе и с пръчка.
Аеробито не може да плава, поради което не е препоръчително с него да се играе в близост до водоеми. Лесно може да се загуби, особено когато се хвърля на големи разстояния по права линия, а също и понеже може по-лесно да се закачи на клоните на дърветата.

## Световни рекорди
Aerobie Pro с диаметър 33 cm (13 инча) е използвано на два пъти, за да се поставят световни рекорди на Гинес за „хвърляне на най-дълго разстояние на предмет без усилващи скоростта обстоятелства“. Първият такъв рекорд с аероби е поставен от Скот Цимерман (Scott Zimmermann) през 1986 година във Форд Фънстън, Сан Франциско: 383.1 метра. На 7 юни 1988 година аеробито става първият предмет хвърлен от човешка ръка през Ниагарския водопад. Автор на това постижение е отново Цимерман.
На 14 юли 2003 рекордът е подобрен пак във Форд Фънстън от Ирин Хемингс (Erin Hemmings) с аероби, хвърлено на разстояние 406.3 метра. Този рекорд е подобрен, но вече с бумеранг, хвърлен на 427.2 метра от Дейвид Шуми (David Schummy) на 15 март 2005 в Murrarie Recreation Ground, Австралия.